# Garry Davis
Garvin „Garry” Davis (ur. 1 maja 1947) – bahamski bokser, olimpijczyk.
Wystąpił na Letnich Igrzyskach Olimpijskich 1972 w wadze półśredniej. W 1/32 finału miał wolny los. W pojedynku 1/16 finału przegrał jednogłośnie na punkty, a jego pogromcą był Maurice Hope z Wielkiej Brytanii.
W 1974 roku wystąpił na Igrzyskach Ameryki Środkowej i Karaibów 1974. W pojedynku ćwierćfinałowym wagi półśredniej pokonał go Mike McCallum z Jamajki.